# Kelly-Springfield Truck & Bus Corporation
Kelly-Springfield Truck & Bus Corporation war ein Hersteller von Nutzfahrzeugen aus den USA.

## Unternehmensgeschichte
Die Kelly Motor Truck Company wurde 1910 in Springfield in Ohio gegründet. Eine Quelle nennt Edwin S. Kelly als Gründer. Als Vorgänger gilt die Buckeye National Motor Car Company, die Fahrzeuge der Marke Frayer-Miller herstellte. Im gleichen Jahr begann die Produktion von Lastkraftwagen. Der Markenname lautete Kelly. 1912 erfolgte die Umfirmierung in Kelly-Springfield Motor Truck Company. Zu dieser Zeit änderte sich auch der Markenname in Kelly-Springfield. Für 1926 ist die Firmierung American Bus & Truck Company überliefert. Noch im gleichen Jahr änderte sich die Firma erneut in Kelly-Springfield Truck & Bus Corporation. Spätestens 1929 endete die Produktion, wobei es auch Hinweise auf 1927 gibt.
Eine Quelle sieht eine Verbindung zur Kelly-Springfield Tire Company.

## Fahrzeuge
Die ersten Modelle bis 1912 hatten wie die Vorgänger Motoren mit Luftkühlung. Die Fahrzeuge hatten je nach Ausführung eine, zwei oder drei Tonnen Nutzlast. Ab 1912 kamen selbst hergestellte Vierzylindermotoren mit Wasserkühlung zum Einsatz. Der Wasserkühler war hinter dem Motor platziert, was den Verzicht auf einen Kühlergrill an der Fahrzeugfront und eine besondere Form der Motorhaube ermöglichte, die nach vorne abfiel. Vergleichbar war das mit Fahrzeugen von Renault. Die Motorleistung wurde über ein Dreiganggetriebe und zwei Ketten an die Hinterachse übertragen.
1918 standen sechs verschiedene Modelle mit Nutzlasten zwischen 1,5 und 6 Tonnen im Sortiment. 1924 erhielten die kleineren Modelle zugekaufte Motoren von Continental und Hercules sowie einen Wasserkühler an der Fahrzeugfront.